# Pane fratau
Il pane fratau, (pronuncia sarda [ˈpan̆e vrat̯ˈt̯au]), spesso trascritto con l'errore ortografico della doppia T, frattau, è un piatto tradizionale della Sardegna, preparato specialmente nella regione della Barbagia, e nella parte centrale dell'isola.

## Origine
Il pane carasau, che è alla base della ricetta, veniva posto dai pastori, che prima dell'alba andavano al lavoro, in "sa taschedda", vale a dire uno zaino di pelle, insieme a del pecorino e dell'acqua. Questo era il cibo che mangiavano durante la giornata.
Al tramonto, al rientro a casa, il pane così conservato si sminuzzava (fratau) dentro la "taschedda" e tutto ciò non veniva mai buttato, ma veniva ammorbidito nel brodo, o nell'acqua calda, condito con un poco di "bagna" e col pecorino rimasto e mangiato per cena. Queste sono le tradizioni pastorali più povere, che hanno portato oggi a quella saporitissima pietanza arricchita dall'uovo in camicia.
Il pane fratau è una pietanza composta da ingredienti semplici, quali le uova, il pane carasau, tipico pane sardo, la salsa di pomodoro, l'olio d'oliva e il pecorino. Le tradizioni sulla preparazione del piatto variano a seconda della zona; per esempio, mentre nella Gallura si prepara con questi soli ingredienti, in Barbagia si adoperano anche erbe aromatiche, come prezzemolo, rosmarino e cicoria, per insaporire.
Due sono le tradizioni sull'origine di questo piatto:
- Nacque con l'arrivo della II guerra mondiale; a seguito dello scarseggiare di cibo, specialmente i contadini utilizzavano i pochi ingredienti, che avevano a disposizione.
- Una leggenda dice, che venne inventato come piatto da presentare al re Umberto I: due donne, per la fretta e per il ritardo, durante una visita del re in Sardegna, cercarono di arrangiarsi con ciò che trovarono per dare forma ad un piatto da porgere al monarca. Corsero a prendere della conserva di pomodoro, due uova nel pollaio, del basilico e della cipolla dall'orto e infine presero del pane dalla credenza. Prepararono in fretta e furia il tutto, disponendo il piatto in maniera frettolosa. Offertolo al sovrano, a quanto narra la leggenda, quest'ultimo gradì particolarmente la pietanza. Il nome "fratau" deriva dall'espressione "casu vratau" cioè formaggio grattugiato, componente importante della pietanza.

La sua diffusione è avvenuta grazie all'agriturismo e ai famosi "pranzi con i pastori", dove specialmente in Barbagia si è conservato questo modo di mangiare il "pane carasau". In origine era un sistema utile per consumare tutti i resti del tipico pane, conosciuto anche col nome "carta da musica" (anche se tale denominazione in riferimento al pane carasau è da considerarsi errata). Infatti quello che restava a piccoli pezzi lo si metteva nell'acqua bollente salata e poi lo si disponeva a strati sul piatto, ricoprendolo con il formaggio pecorino grattugiato e con il sugo, se disponibile. Questa preparazione molto semplice (e ancora oggi attuale) poteva essere arricchita con un uovo, fatto cuocere nella stessa acqua e adagiato in cima al pane ormai ammorbidito (questo, però, solo in tempi molto più recenti).

## Ingredienti
Gli ingredienti del pane fratau variano a seconda della zona. I più comuni sono un uovo di gallina (cotto in camicia), del pane carasau (ammorbidito nell'acqua, nel brodo o direttamente nel sugo di pomodoro), della cipolla, del basilico fresco, del sugo di pomodoro e parmigiano o pecorino sardo. In alcune zone si utilizzano erbe aromatiche per l'insaporimento della pietanza, come la cicoria, il rosmarino, il timo o l'origano.